# Ouessa (città antica)
Ouessa o Vessa era un'antica città sicana menzionata da Polieno nei suoi Stratagemmi. Polieno la descrive come una delle più floride e più importanti città dei Sicani, cosa che spinse Falaride, tiranno di Akragas a conquistarla tramite uno stratagemma.
Il tiranno acragantino chiese al re di Ouessa, Teuto di concedergli sua figlia in sposa. Ottenuto il consenso, Falaride inviò soldati travestiti da donne che portavano doni alla figlia del sovrano sicano. Una volta entrati nella città, presero la città con le armi.
La città dunque non doveva trovarsi distante dalla celebre Camico, identificata con San't Angelo Muxaro, e da Agrigento.